# Alex Molčan
Alex Molčan, né le 1er décembre 1997 à Prešov, est un joueur de tennis slovaque, professionnel depuis 2015.

## Carrière
En junior, il atteint le 18e rang mondial après avoir disputé la finale en double de l'Open d'Australie 2015 avec Hubert Hurkacz.
En 2018, de retour sur les courts après plusieurs mois d'absence en raison d'une blessure, il se distingue en remportant trois tournois Futures consécutifs à Trnava, Piešťany et Bratislava, puis en atteignant la finale du Challenger de Séville en sortant des qualifications. Ces résultats le font passer du 1156e au 362e rang en seulement cinq semaines. En 2019, il parvient en demi-finale des Challenger de Ludwigshafen et de Sibiu.
En 2021, alors classé 255e mondial, il s'extirpe des qualifications du tournoi ATP de Belgrade. Il écarte notamment au second tour le local Pedja Krstin sur le score de 6-0, 6-0, puis atteint la finale après avoir battu Fernando Verdasco (6-2, 6-0) et Federico Delbonis (4-6, 6-4, 6-4). Il s'incline en finale contre le no 1 mondial Novak Djokovic.
En 2022, il bat Félix Auger-Aliassime à Marrakech puis atteint la finale où il s'incline contre David Goffin. Le mois suivant, il est finaliste à Lyon où il se distingue par des victoires sur Karen Khachanov et Alex de Minaur.

## Palmarès

### Finales en simple messieurs
| No | Date       | Nom et lieu du tournoi                    | Catégorie | Dotation  | Surface      | Vainqueur      | Score          |          |
| -- | ---------- | ----------------------------------------- | --------- | --------- | ------------ | -------------- | -------------- | -------- |
| 1  | 23-05-2021 | Belgrade Open, Belgrade                   | ATP 250   | 511 000 € | Terre (ext.) | Novak Djokovic | 6-4, 6-3       | Parcours |
| 2  | 04-04-2022 | Grand Prix Hassan II, Marrakech           | ATP 250   | 534 555 € | Terre (ext.) | David Goffin   | 3-6, 6-3, 6-3  | Parcours |
| 3  | 15-05-2022 | Open Parc Auvergne-Rhône-Alpes Lyon, Lyon | ATP 250   | 534 555 € | Terre (ext.) | Cameron Norrie | 6-3, 63-7, 6-1 | Parcours |

## Parcours dans les tournois duGrand Chelem

### En simple
| Année | Open d'Australie | Open d'Australie   | Internationaux de France | Internationaux de France | Wimbledon       | Wimbledon    | US Open         | US Open           |
| ----- | ---------------- | ------------------ | ------------------------ | ------------------------ | --------------- | ------------ | --------------- | ----------------- |
| 2021  | —                | —                  | —                        | —                        | —               | —            | 3e tour (1/16)  | Diego Schwartzman |
| 2022  | 2e tour (1/32)   | Pablo Andújar      | 2e tour (1/32)           | Novak Djokovic           | 3e tour (1/16)  | Taylor Fritz | 1er tour (1/64) | Thiago Monteiro   |
| 2023  | 2e tour (1/32)   | F. Auger-Aliassime | 2e tour (1/32)           | Alexander Zverev         | 1er tour (1/64) | Mikael Ymer  | 1er tour (1/64) | Grigor Dimitrov   |

N.B. : à droite du résultat se trouve le nom de l'ultime adversaire.

### En double messieurs
| Année | Open d'Australie         | Open d'Australie    | Internationaux de France | Internationaux de France | Wimbledon | Wimbledon | US Open                      | US Open            |
| ----- | ------------------------ | ------------------- | ------------------------ | ------------------------ | --------- | --------- | ---------------------------- | ------------------ |
| 2022  | —                        | —                   | —                        | —                        | —         | —         | 1er tour (1/32) M. Fucsovics | N. Monroe K. Smith |
| 2023  | 1/8 de finale J. Lehečka | J. Chardy F. Martin | —                        | —                        | —         | —         | —                            | —                  |

N.B. : le nom du partenaire se trouve sous le résultat ; le nom des ultimes adversaires se trouve à droite.

## Parcours dans lesMasters 1000
| Année | Indian Wells         | Miami           | Monte-Carlo | Madrid              | Rome              | Canada          | Cincinnati              | Shanghai | Paris               |
| ----- | -------------------- | --------------- | ----------- | ------------------- | ----------------- | --------------- | ----------------------- | -------- | ------------------- |
| 2022  | —                    | —               | —           | —                   | —                 | 2e tour C. Ruud | 1er tour D. Schwartzman | n.o.     | 1er tour R. Gasquet |
| 2023  | 3e tour M. Fucsovics | 3e tour Forfait | —           | 2e tour Y. Nishioka | 2e tour A. Rublev | —               | —                       | —        | —                   |

N.B. : sous le résultat se trouve le nom de l’ultime adversaire.

## Victoires sur le top 10
Toutes ses victoires sur des joueurs classés dans le top 10 de l'ATP lors de la rencontre.
| Légende      |
| Grand Chelem |
| Masters 1000 |
| 500 Series   |
| 250 Series   |
| Coupe Davis  |

| # | A.M.   | Tournoi   | Année | Surface      | Adversaire            | Rang | Tour | Score          |
| - | ------ | --------- | ----- | ------------ | --------------------- | ---- | ---- | -------------- |
| 1 | no 65  | Marrakech | 2022  | Terre battue | Félix Auger-Aliassime | no 9 | 1/8  | 6-4, 2-6, 7-67 |
| 2 | no 113 | Athènes   | 2023  | Dur (ext.)   | Stefanos Tsitsipas    | no 5 | RR   | 7-66, 4-6, 6-3 |

## Classements ATP en fin de saison
| Année          | 2015 | 2016 | 2017 | 2018 | 2019 | 2020 | 2021 | 2022 | 2023 |
| Rang en simple | 865  | 662  | 492  | 369  | 290  | 312  | 87   | 50   | 119  |
| Rang en double | –    | 1028 | 1416 | –    | 518  | 398  | 329  | 839  | 333  |

Source : (en) Classements de Alex Molčan sur le site officiel de la Fédération internationale de tennis